# Lon Bender
Lon E. Bender est un monteur son et un designer sonore américain.

## Biographie
Depuis 2014, il est superviseur et designer sonore pour The Formosa Group, entreprise qu'il a rejointe après avoir quitté Soundelux (en), qu'il avait cofondée en 1983,.

## Filmographie (sélection)
- 1980 : Nashville Lady (Coal Miner's Daughter) de Michael Apted
- 1986 : Stand by Me de Rob Reiner
- 1987 : Princess Bride (The Princess Bride) de Rob Reiner
- 1987 : Le Secret de mon succès (The Secret of my Succe$s) d'Herbert Ross
- 1988 : Young Guns de Christopher Cain
- 1988 : Randonnée pour un tueur (Shoot to Kill) de Roger Spottiswoode
- 1989 : Né un 4 juillet (Born on the Fourth of July) d'Oliver Stone
- 1989 : Turner et Hooch (Turner and Hooch) de Roger Spottiswoode
- 1989 : Flic et rebelle (Renegades) de Jack Sholder
- 1990 : Air America de Roger Spottiswoode
- 1991 : JFK d'Oliver Stone
- 1991 : The Doors d'Oliver Stone
- 1992 : Le Dernier des Mohicans (The Last of the Mohicans) de Michael Mann
- 1992 : Arrête ou ma mère va tirer ! (Stop! Or My Mom Will Shoot) de Roger Spottiswoode
- 1994 : Légendes d'automne (Legends of the Fall) d'Edward Zwick
- 1994 : Tueurs nés (Natural Born Killers) d'Oliver Stone
- 1995 : Nixon d'Oliver Stone
- 1995 : Pocahontas de Mike Gabriel et Eric Goldberg
- 1995 : Congo de Frank Marshall
- 1995 : Braveheart de Mel Gibson
- 1996 : Le Bossu de Notre-Dame (The Hunchback of Notre Dame) de Gary Trousdale et Kirk Wise
- 1998 : Le Prince d'Égypte (The Prince of Egypt) de Brenda Chapman, Steve Hickner et Simon Wells
- 1998 : Mulan de Tony Bancroft et Barry Cook
- 1999 : Inspecteur Gadget (Inspector Gadget) de David Kellogg
- 2000 : Mission to Mars de Brian De Palma
- 2001 : Shrek d'Andrew Adamson et Vicky Jenson
- 2004 : Le Roi Arthur (King Arthur) d'Antoine Fuqua
- 2006 : Blood Diamond d'Edward Zwick
- 2008 : Les Insurgés (Defiance) d'Edward Zwick
- 2011 : Drive de Nicolas Winding Refn
- 2012 : Hunger Games (The Hunger Games) de Gary Ross
- 2013 : Un été à Osage County (August: Osage County) de John Wells
- 2015 : The Revenant d'Alejandro González Iñárritu

## Distinctions

### Récompenses
- Oscars 1996 : Oscar du meilleur montage de son pour Braveheart
- British Academy Film Award du meilleur son
  - en 1996 pour Braveheart
  - en 2016 pour The Revenant

### Nominations
- Oscar du meilleur montage de son
  - en 2007 pour Blood Diamond
  - en 2012 pour Drive
  - en 2016 pour The Revenant
- British Academy Film Award du meilleur son
  - en 1993 pour Le Dernier des Mohicans
  - en 2002 pour Shrek